# Проспект Победы (станция метро, Казань)
«Проспект Победы» (тат. Җиңү проспекты) — 6-я станция Казанского метрополитена. Расположена на Центральной линии, между станциями «Горки» и «Дубравная».
Станция открыта 29 декабря 2008 года в составе второго пускового участка Центральной линии Казанского метрополитена «Горки — Проспект Победы». Названа по одноимённому проспекту.
Станция расположена на пересечении проспекта Победы и улицы Рихарда Зорге, в самом центре большого жилого района Горки, по соседству с несколькими торгово-развлекательными комплексами.

## Вестибюли и пересадки
Станция имеет 2 кассовых вестибюля, причём оба связаны с кольцевым подуличным переходом, строительство которого было начато одновременно со станцией. Сама станция расположена под западным коридором перехода. При открытии станции, действовал северный вестибюль и единственный (южный) выход из западного коридора перехода. 19 января 2009 года был открыт для пассажиров южный кассовый вестибюль. 1 апреля 2009 года открылся второй (северный) выход из западного коридора. 29 августа 2012 года были открыты ещё 2 выхода из подуличного перехода: фактически, появилась возможность, переходить улицу Зорге под землёй в двух местах. И лишь 1 ноября 2012 года был открыт восточный коридор подуличного перехода, имеющий 2 выхода на остановку скоростного трамвая: переход наконец стал кольцевым.
Со станции можно выйти к торговому центру «Проспект» и cкверу Славы.

## Техническая характеристика
Конструкция станции — трёхпролётная со спаренными колоннами (шаг 10,4 метра). Также станция оборудована эскалаторами.

## Оформление
Основой интерьера станции является тема Победы СССР в Великой Отечественной войне. Колонны и стены станции облицованы мраморными и гранитными плитами. Спаренные колонны образуют как бы Триумфальную арку. Каждая из арок посвящена одному из городов-героев, название которого написано на стекле, находящимся между спаренными колоннами. В пролётах между колоннами размещены люстры, символизирующие салют Победы.

## Путевое развитие
Перед станцией расположен пошёрстный съезд, использовавшийся для оборота составов, когда станция была южной конечной Центральной линии. Для высадки и посадки пассажиров использовался только I путь.

## Пассажиропоток
После открытия этой станции пассажиропоток Казанского метрополитена увеличился на 26 %.

## Привязка общественного транспорта

### Автобус
| №  | Пересадки                                                                                      | Конечный пункт 1             | Конечный пункт 2              |
| -- | ---------------------------------------------------------------------------------------------- | ---------------------------- | ----------------------------- |
| 5  | Горки                                                                                          | ЦУМ                          | Улица Халитова                |
| 18 | Горки Яшьлек Северный вокзал Авиастроительная                                                  | Переулок Дуслык              | Улица Северополюсная          |
| 19 | Горки                                                                                          | ДК имени Саид-Галиева        | Улица Яфраклы                 |
| 22 | Козья слобода Яшьлек                                                                           | Травмпункт Кировского района | Жилой массив Ферма-2          |
| 30 | Горки Площадь Тукая                                                                            | Переулок Дуслык              | Лагерная                      |
| 31 | Площадь Тукая Аметьево Горки                                                                   | ТЦ «Мега»                    | Старое Победилово             |
| 37 | Горки Аметьево Площадь Тукая Кремлёвская Козья слобода Яшьлек Северный вокзал Авиастроительная | Жилой массив Ферма-2         | Жилой микрорайон «Сухая Река» |
| 68 | Горки                                                                                          | Железнодорожный вокзал       | улица Иман                    |
| 77 | Аметьево Горки                                                                                 | Нефтебаза                    | Переулок Дуслык               |
| 90 | Аметьево Горки Дубравная                                                                       | Площадь Тукая                | Посёлок Куюки                 |

Кроме того, от станции метро также отправляются пригородные автобусы № 103 (до посёлка Орёл), № 112 (до СНТ «Арышхазда»), № 118 (до деревни Пиголи), № 120 (до жилого комплекса «Южный Парк»), № 123 (до жилого комплекса «Царёво Виледж»).

### Троллейбус
| №  | Пересадки                            | Конечный пункт 1 | Конечный пункт 2 |
| -- | ------------------------------------ | ---------------- | ---------------- |
| 5  | Площадь Тукая Горки                  | Речной порт      | Улица Глушко     |
| 9  | Горки                                | Улица Кулагина   | Улица Глушко     |
| 12 | Площадь Тукая Суконная слобода Горки | Сквер Тукая      | Улица Глушко     |

### Трамвай
| № | Пересадки       | Конечный пункт 1       | Конечный пункт 2             |
| - | --------------- | ---------------------- | ---------------------------- |
| 4 | Дубравная Горки | 9-й микрорайон         | Улица Халитова               |
| 5 |                 | Железнодорожный вокзал | Микрорайон «Солнечный Город» |

## Фотографии

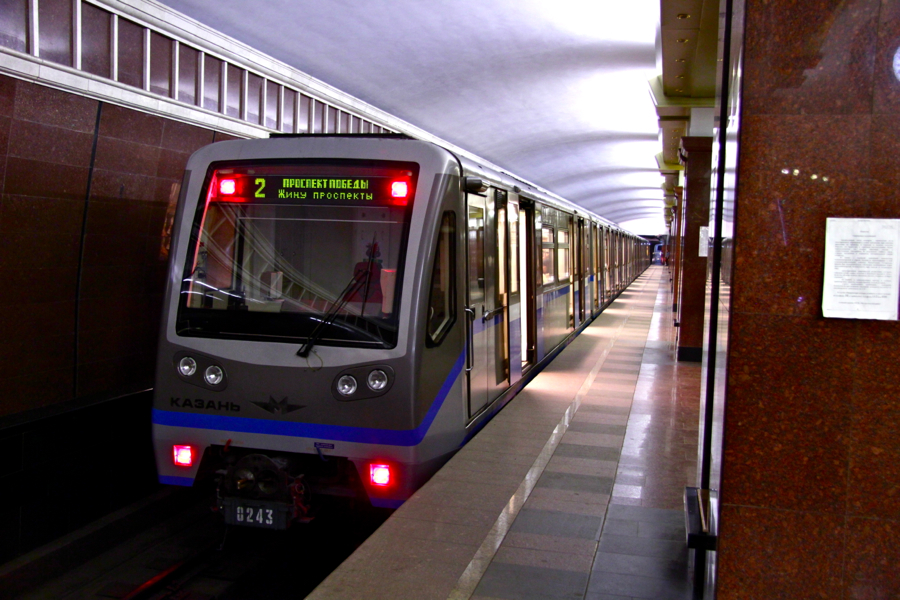
Поезд на станции
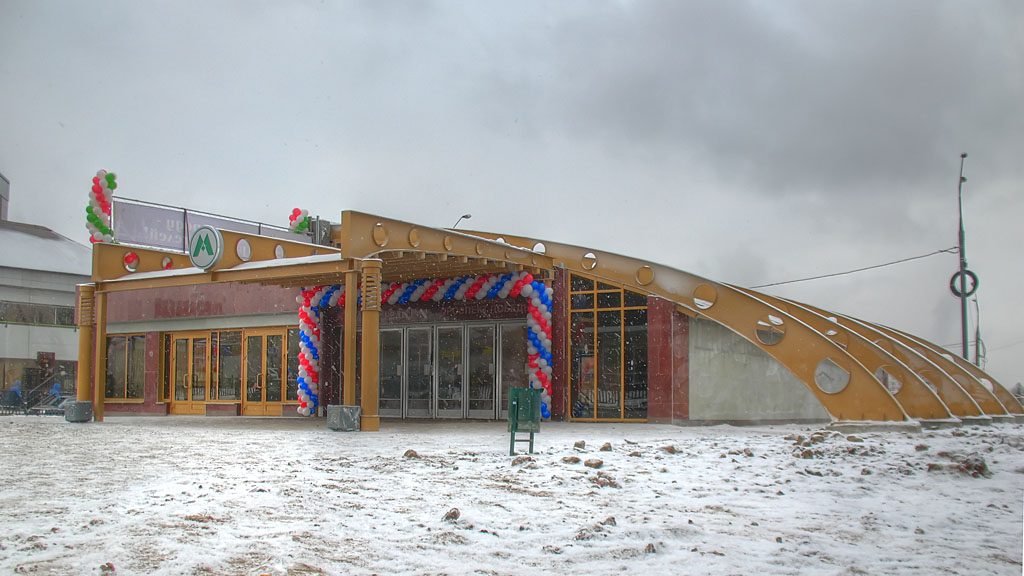
Южный вестибюль